# Sciogliere e legare
Sciogliere e legare (Oldás és kötés) è un film del 1963 diretto da Miklós Jancsó.